# Пітер Ментен
Пітер Ніколас Ментен (26 травня 1899 — 14 листопада 1987) — нідерландський воєнний злочинець, бізнесмен і колекціонер творів мистецтва. Ментен був нацистським колаборантом, який скоїв численні злочини, в тому числі масові вбивства. Після Другої світової війни його визнали винним лише в тому, що він працював перекладачем, і він відбув лише вісім місяців ув'язнення. Ментен розкішно жив у Нідерландах понад 25 років, часто зберігаючи і продаючи викрадені твори мистецтва, доки для повторного судового процесу не були використані нові докази, і він не був засуджений до 10 років ув'язнення. Його звільнили 1985 року через похилий вік і хорошу поведінку, а помер він 1987 року.

## Біографія
Ментен народився у заможній родині в Роттердамі і зацікавився Польщею завдяки діловим зв'язкам свого батька. Незабаром він розвинув широку експортну торгівлю нідерландськими товарами до Польщі. 1923 року Ментен переїхав до Східної Галичини, де став заможним землевласником і бізнесменом. Його описують як м'якого і тихого, але він затаїв глибоку образу на відому сусідню єврейську сім'ю через бізнес-суперечку. Ментен повернувся до Нідерландів 1939 року, коли СРСР вдерся у Польщу. 1940 року він був у Кракові, де працював Treuhänder (аріянізатором) у низці єврейських арт-дилерів.

### Співпраця з нацистами
Ментен повернувся до Польщі 1941 року після нацистської контр-окупації — цього разу як член СС. Ментен брав участь у масових вбивствах польських професорів у Львові та пограбуванні їхнього майна. За свідченнями очевидців, він допоміг розстріляти стільки членів єврейської сім'ї у Галичині, на яку він образився, скільки зміг знайти, а потім нацькував на них інших євреїв. Вважається, що Ментен особисто керував стратою до 200 євреїв.

## Після війни
Під час подорожі у власному потязі з цінною колекцією творів мистецтва його впізнали бійці нідерландського Опору. Ментена притягнули до суду. Його головним адвокатом був голова Палати представників Нідерландів Рад Кортенгорст. Суперечливий процес завершився 1949 року, обвинувачення не змогло довести більшість звинувачень, і Ментен був засуджений до восьмимісячного ув'язнення за те, що працював у військовій формі нацистським перекладачем. 1951 року уряд Нідерландів відмовив Польщі в екстрадиції Ментена.
Ментен став успішним колекціонером і бізнесменом. Його маєток з 20 кімнат був заповнений цінними творами мистецтва (Ніколас Маєс, Франсіско Гоя, Ян Сльойтерс та ін.), і він володів великою кількістю нерухомості.

### Повторний суд
У 1976 році повторно розпочався судовий розгляд. Під час судового процесу маєток Ментена був підпалений після того, як колишній в'язень концтабору Дахау кинув на його солом'яний дах пляшку із запальною сумішшю. Будівля зазнала значних пошкоджень, а частина мистецької колекції була знищена. 1980 року Ментен був засуджений до 10 років ув'язнення і оштрафований на 100 000 гульденів за воєнні злочини, в тому числі за співучасть у вбивстві 20 єврейських селян 1941 року в Польщі.
Після звільнення 1985 року він думав, що оселиться у своєму маєтку в графстві Вотерфорд в Ірландії, але дізнався, що тодішній прем'єр-міністр (тишех) Ґаррет Фітцджеральд заборонив йому в'їзд до країни. Ментен помер у будинку для людей похилого віку в Лосдрехті (Нідерланди) у віці 88 років.